# 安寧格爾山
48°2′51″N 16°14′45″E / 48.04750°N 16.24583°E

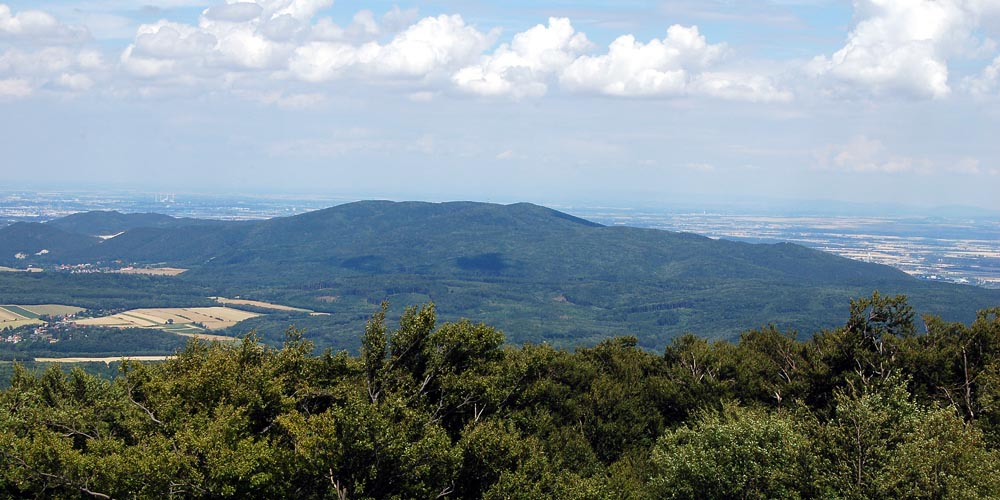

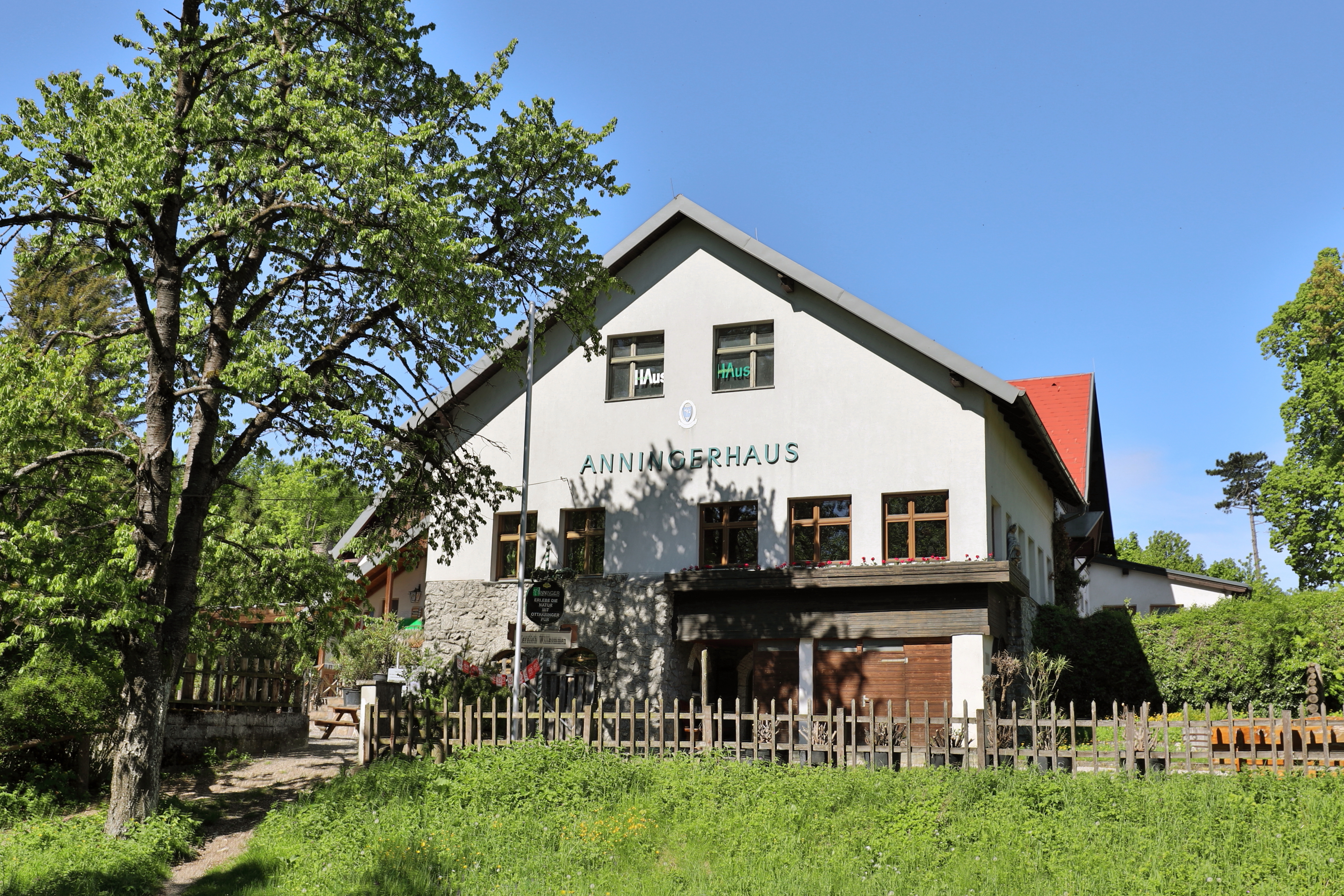

安寧格爾山（德語：Anninger），是奧地利的山峰，位於該國東北部，由下奧地利州負責管轄，屬於維也納林山的一部分，距離上林德科格爾山9公里，海拔高度675米，每年平均降雨量1,074毫米。